# Fuck You (canção de Dr. Dre)
"Fuck You" é uma canção do rapper e produtor musical estadunidense Dr. Dre, lançada e 1999 para o álbum 2001. A canção conta com a participação de Snoop Dogg e Devin the Dude.

## Faixas
Formatos
- A1: Fuck You (LP) - com [Snoop Dogg]] & Devin the Dude
- A2: Xxplosive (LP) - com Six Two, Kurupt, Nate Dogg &  Hittman
- B1: Fuck You (Intrumental)
- B2: Xxplosive (Intrumental)

## Desempenho nas paradas
| Tabelas (1999)                               | Melhor posição |
| -------------------------------------------- | -------------- |
| Estados Unidos (Billboard R&B/Hip-Hop Songs) | 61             |